# Generaldirektion Energie
Die Generaldirektion Energie (ENER) ist eine Generaldirektion der Europäischen Kommission. Sie ist dem Kommissar für Energie zugeordnet, derzeit (2019) Kadri Simson. Leiter der Generaldirektion ist Ditte Juul Jørgensen.
Die Generaldirektion entstand am 17. Februar 2010 durch Aufteilung der Generaldirektion Energie und Verkehr in die Generaldirektionen Energie und Mobilität und Verkehr.

## Direktionen
Die Generaldirektion gliedert sich in folgende sechs Direktionen:
- Direktion A: Energiepolitik
- Direktion B: Energiebinnenmarkt
- Direktion C: Erneuerbare Energien, Forschung und Innovation, Energieeffizienz
- Direktion D: Nukleare Sicherheit und Brennstoffkreislauf
- Direktion E: Kernmaterialüberwachung
- Direktion SRD: Verwaltungsdienstleistungen (Gemeinsame Direktion mit der Generaldirektion Mobilität und Verkehr)

Während die Direktionen A bis C und SRD in Brüssel angesiedelt sind, befinden sich die beiden Direktionen D und E in Luxemburg, wo sie vom Stellvertretenden Generaldirektor Koordinierung der Direktionen D und E beaufsichtigt werden, zurzeit (2014) Gerassimos Thomas.